# Otto Francke
Otto Francke (* 10. Januar 1823 in Magdeburg; † 15. Dezember 1886 in Stralsund) war ein deutscher Verwaltungsjurist, Heimatforscher und Bürgermeister Stralsunds. Er verfasste einige Aufsätze zur Stralsunder Geschichte.

## Leben
Otto Francke war der Sohn des Oberbürgermeisters August Wilhelm Francke. Nach dem Besuch des Magdeburger Gymnasiums studierte Otto Francke von 1841 bis 1844 in Heidelberg, Bonn und Berlin Rechte und Cameralwissenschaften und widmete sich auch der Geschichte und der deutschen Sprache. 1842 wurde er Mitglied des Corps Guestphalia Heidelberg. Nachdem er seine beiden ersten juristischen Prüfungen abgelegt hatte, schied er 1847 aus dem Justizdienst aus und widmete sich der Verwaltung. Nach erfolgreichen Prüfungen in diesem Fachgebiet begann er 1851 die Tätigkeit beim Landratsamt Aschersleben und danach beim Polizeipräsidium in Magdeburg. Von hier wechselte er 1851 zur Regierungsabteilung der Polizei in Berlin.
Im Juli 1854 wurde er in den Rat der Stadt Stralsund berufen. Er übernahm die Leitung der Polizeidirektion. Er widmete sich ferner der Förderung des Schul- und Kirchenwesens sowie dem Aufbau der städtischen Bibliothek und des Provinzialmuseums für Neuvorpommern und Rügen, das 1859 von Rudolf Baier gegründet wurde. Francke setzte sich zudem für die Restaurierung des Stralsunder Rathauses im gotischen Rohbau ein.
Francke wurde nach dem Tod Karl Gustav Fabricius’ 1864 Bürgermeister. Ab 1879 war er auch Vertreter der Stadt im preußischen Herrenhaus, nachdem er nach dem Tode des Ersten Bürgermeisters Wilhelm Friedrich Denhard († 18. Juli 1879) dessen Nachfolger geworden war.
In seiner Freizeit widmete er sich den Studien der geschichtlichen Dokumente des Ratsarchives und veröffentlichte zahlreiche Aufsätze zur Stralsunder Verfassung, Kulturgeschichte, den Stralsunder Straßennamen, der Kirchenarchitektur sowie der Person Bertram Wulflams.
In Anerkennung seiner Verdienste wurde Francke vom König zum Geheimen Regierungsrat ernannt, er war Träger des Ordens des Roten Adlers. Die philosophische Fakultät der Universität Greifswald promovierte ihn ehrenhalber, er war Ehrenmitglied einiger Geschichtsvereine.

## Werke
Aus Anlass des Fundes des Hiddenseer Goldschmucks 1874 veröffentlichte er seinen Aufsatz “Wo hat Olaf Tryggvason seine letzte Schlacht geschlagen?”.
Er veröffentlichte zudem viele Werke in den „Baltischen Studien XXI-XXV“, den „Pommerschen Jahrbüchern I-II“ und den „Hansischen Geschichtsblättern 1877-1880“.
1870 erschien der Aufsatz „Aus Stralsunds Franzosenzeit“. (Digitalisat)

## Familie
Francke heiratete am 4. Mai 1862 Anna Auguste Wilhelmine von Berg. Sie hatten zusammen drei Kinder. Sie bewohnten in Stralsund das Haus Heilgeiststraße 62.